# Franz Erhardt

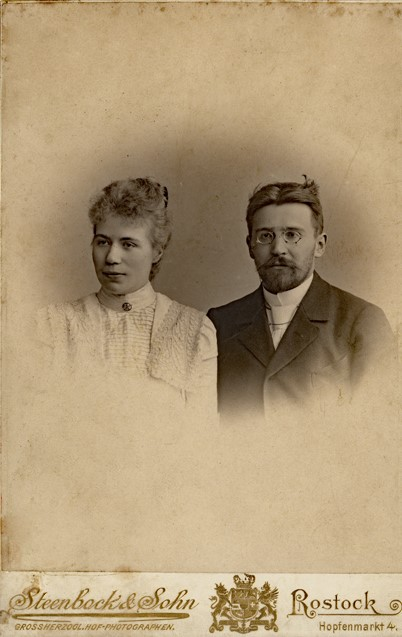
Franz Erhardt med sin fru Margarethe, omkring 1900.

Franz Bruno Erhardt, född den 4 november 1864 i Niedertrebra, död den 6 april 1930 i Rostock, var en tysk filosof.
Erhardt var professor vid Rostocks universitet. Han utgick från Immanuel Kant, som han tolkade realistiskt, och försökte själv i Metaphysik, 1. Erkenntnistheorie (1894) skapa en metafysik, som lade en andlig princip till grund för världen. Som filosofihistoriker skrev han ett kritiskt verk om Spinoza, Die Philosophie des Spinoza im Lichte der Kritik (1908).